# 稻殼

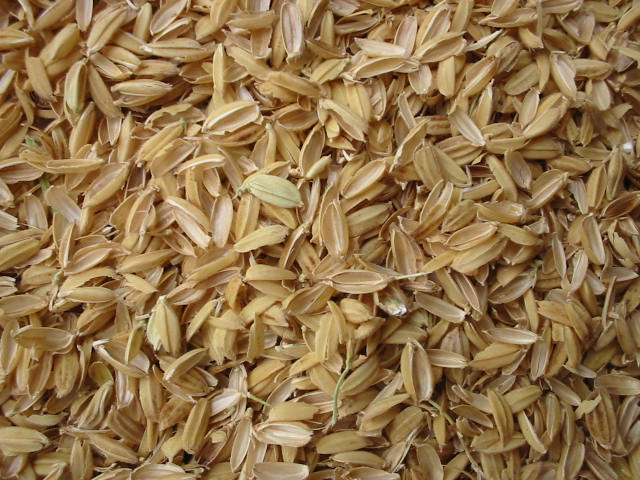
稻殼

稻殼是稻米的穗殼，質地為堅硬的保護層，又称粗糠或稃。稻壳的植物学解剖构造包括：內稃、外稃、護穎（不育稃）、小穗軸、芒。
稻殼可以用作建築材料、肥料、絕緣材料或燃料。

## 生產
稻殼是稻的種子或穀物的保護層，果殼在生長季節保護種子，主要構造為稻穀果實的內外稃，也稱為粗糠。稻殼是由硬質材料形成的，包括乳白色二氧化矽以及木質素纖維，所佔比例約為20%與60%；由於稻殼粗纖維含量高，因此對於人類來說是不好下嚥，也是消化不良的。然而，過去貧苦人家會以粗糠拌菜或豆粉混裹成食物來吃，成語糠菜半年糧即形容窮苦人家的飲食。
生產精米（白米）的過程，是先收割、打穀脫粒，要先乾燥才能杵米脫殼或利用一個名為搗米器的簡單機器去除稻殼，1885年，現代礱穀機在巴西發明，是利用摩擦力碾去稻殼，將殼體從原料穀物中除去以顯示整個糙米。揚穀是以手動或用扇車（風穀車）將穀物與穀殼分離的方法。然後可除去糠層，產生白米。

## 用途

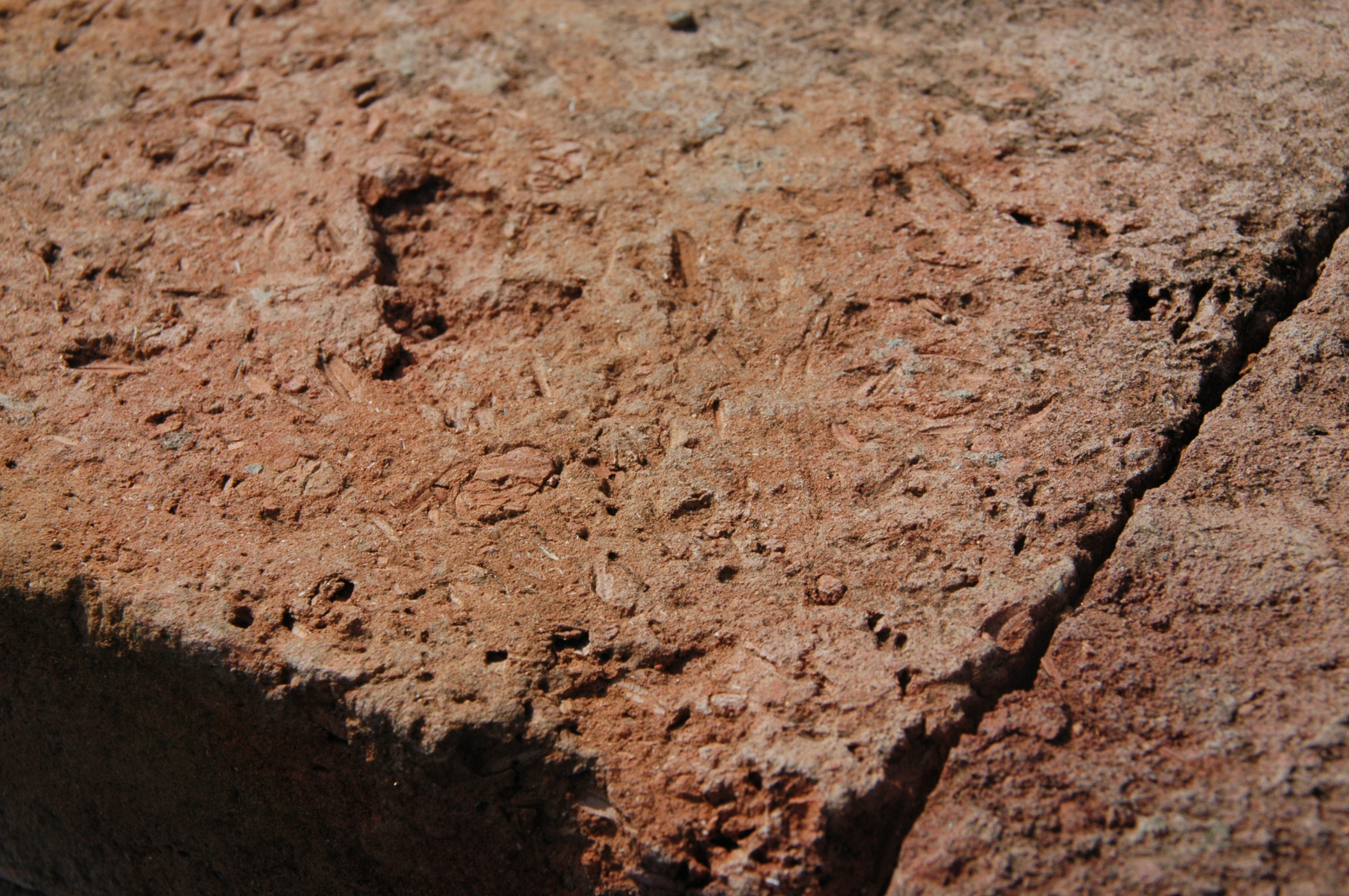
印度尼西亞（公元5世紀）Batujaya考古遺址的寺廟是用含有米殼的磚塊製成的。

### 稻殼
稻殼的燃燒提供了稻殼灰。 這種灰分是無定形反應二氧化矽的潛在來源，在材料科學中有各種應用。 大多數灰分用於生產波特蘭水泥。當完全燃燒時，灰分可以具有高達3600的白蛋白，相比於2,800和3,000之間的水泥的白蛋白數量，這意味著它比水泥更細。 二氧化矽是沙子的基本組成部分，與砂漿和混凝土一起使用。 這種細二氧化矽將提供非常緊湊的混凝土。 灰分也是非常好的保溫材料。 灰分的細度也使其成為密封民用結構中的細小裂紋的絕佳候選物，其可以比常規水泥砂混合物滲透更深。
稻殼灰的一些可能用途包括油和化學品的吸收劑，土壤改良劑，矽源，鋼廠中的絕緣粉末，作為陶瓷工業中“醋焦油”脫模劑形式的驅避劑，作為絕緣材料。更專業的應用包括使用這種材料作為催化劑載體。
固特異宣布計劃使用稻殼灰作為輪胎添加劑的來源。

### SiC生產
稻殼是可以製造碳化矽單晶晶須的低成本材料。 然後將SiC晶須用於加強陶瓷切削工具，增加其強度十倍。

### 牙膏
在喀拉拉邦中，印度，稻殼中的木炭在牙膏更換之前被普遍使用了幾個世紀以來清潔牙齒。

### 釀造
可以在釀造 啤酒中使用稻殼，以增加醪液的過濾能力。稻殼也使用在高粱酒的製備過程，在發酵後會於酒槽中加入稻殼增加空隙，而有利蒸餾。

### 肥料和底物
稻殼可以是堆肥，但木質素含量高可以使這個過程緩慢。有時候蚯蚓被用來加速這個過程。使用蚯蚓糞技術，稻殼可在約四個月內轉化為肥料。
經過煮沸的稻殼（PBH）用作園藝的底物或培養基，包括某些溶液培養。稻殼隨著時間的推移衰退。稻殼允許排水，並保留比長石少的水。稻殼不影響植物生長調節。 

## 備註
1. ↑  稃為植物學的外稃(lemma)及內稃(palea)

### 書目
- Ma, Jian Feng; Kazunori Tamai; Naoki Yamaji; Namiki Mitani; Saeko Konishi; Maki Katsuhara; Masaji Ishiguro; Yoshiko Murata; Masahiro Yano. . Nature. 2006, 440 (7084): 688–691. Bibcode:2006Natur.440..688M. PMID 16572174. doi:10.1038/nature04590.

- Mitani, Namiki; Jian Feng Ma; Takashi Iwashita. . Plant Cell Physiol. 2005, 46 (2): 279–283  [2008-05-05]. PMID 15695469. doi:10.1093/pcp/pci018. （原始内容存档于2008-07-04）.

- Mitani, Namiki; Jian Feng Ma. . J. Exp. Bot. 2005, 56 (414): 1255–1261  [2008-05-05]. PMID 15753109. doi:10.1093/jxb/eri121. （原始内容存档于2008-10-07）.